# Xã Lynd, Quận Lyon, Minnesota
Xã Lynd (tiếng Anh: Lynd Township) là một xã thuộc quận Lyon, tiểu bang Minnesota, Hoa Kỳ. Năm 2010, dân số của xã này là 423 người.